# イオンモール加西北条

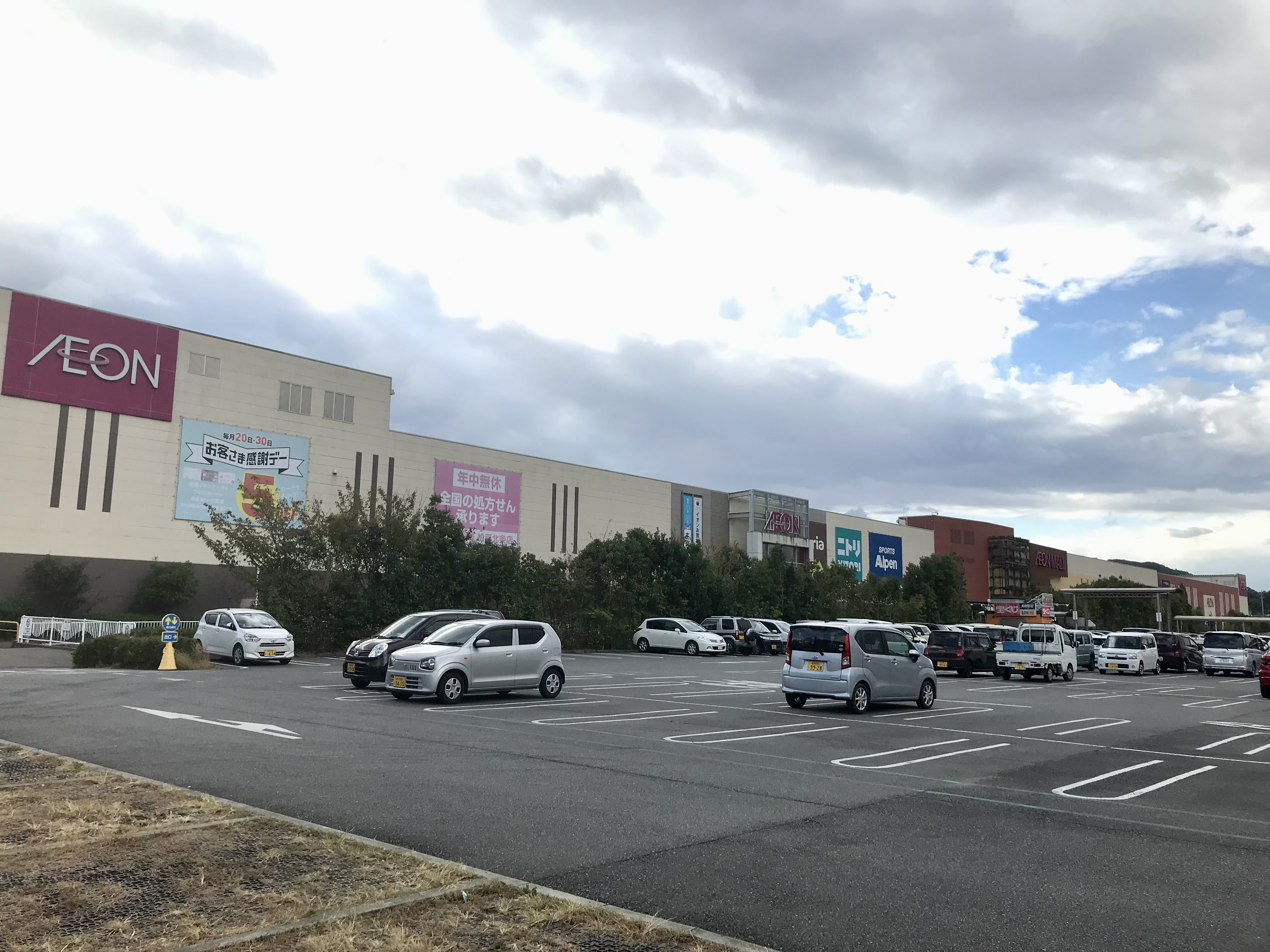
北東から見たイオン

イオンモール加西北条（イオンモールかさいほうじょう）は、兵庫県加西市北条町に所在するショッピングセンターである。

## 概要
「ジャスコ加西北条店」を核店舗とする「イオン加西北条ショッピングセンター」として2008年（平成20年）11月1日に開業した。
その後、核店舗の「ジャスコ加西北条店」は、2011年（平成23年）3月1日にイオングループの総合スーパーをイオンに店名統一することに伴って「イオン加西北条店」に改称した。
2011年（平成23年）から進められたイオンの大型ショッピングセンターの名称の「イオンモール」への統一に伴い、同年11月21日には「イオン加西北条ショッピングセンター」から「イオンモール加西北条」に改称した。
また、2013年（平成25年）11月からイオンリテールの運営していた大型ショッピングセンターをイオンモールの運営に委託することになったことに伴って同社の管理運営に移行している。
なお、当店の南東約500mの場所に立地していたジャスコ加西店（1980年（昭和55年）10月3日開店）を当店の開業の1か月ほど前の2008年（平成20年）9月30日に閉店している。

### 施設
当店には地上2階建ての店舗建物の他に、敷地内を流れる下里川沿いには広さ約1,000m2の市民公園と約400mの遊歩道が配置されて地域住民に開放されている。

#### 主なテナント
核店舗のイオン加西北条店（旧・ジャスコ加西北条店）のほか、ニトリ、アルペンなどの大型テナントが出店している。
準核店舗としてヤマダ電機が出店したほか、アルペンなどの専門店が出店している。
なお、専門店の中には未来屋書店やヴィレッジヴァンガードの様なカルチャー系の大型店も含まれている
出店テナント全店の一覧・詳細情報は公式サイト「専門店連絡先」を参照。

## 当地の歴史

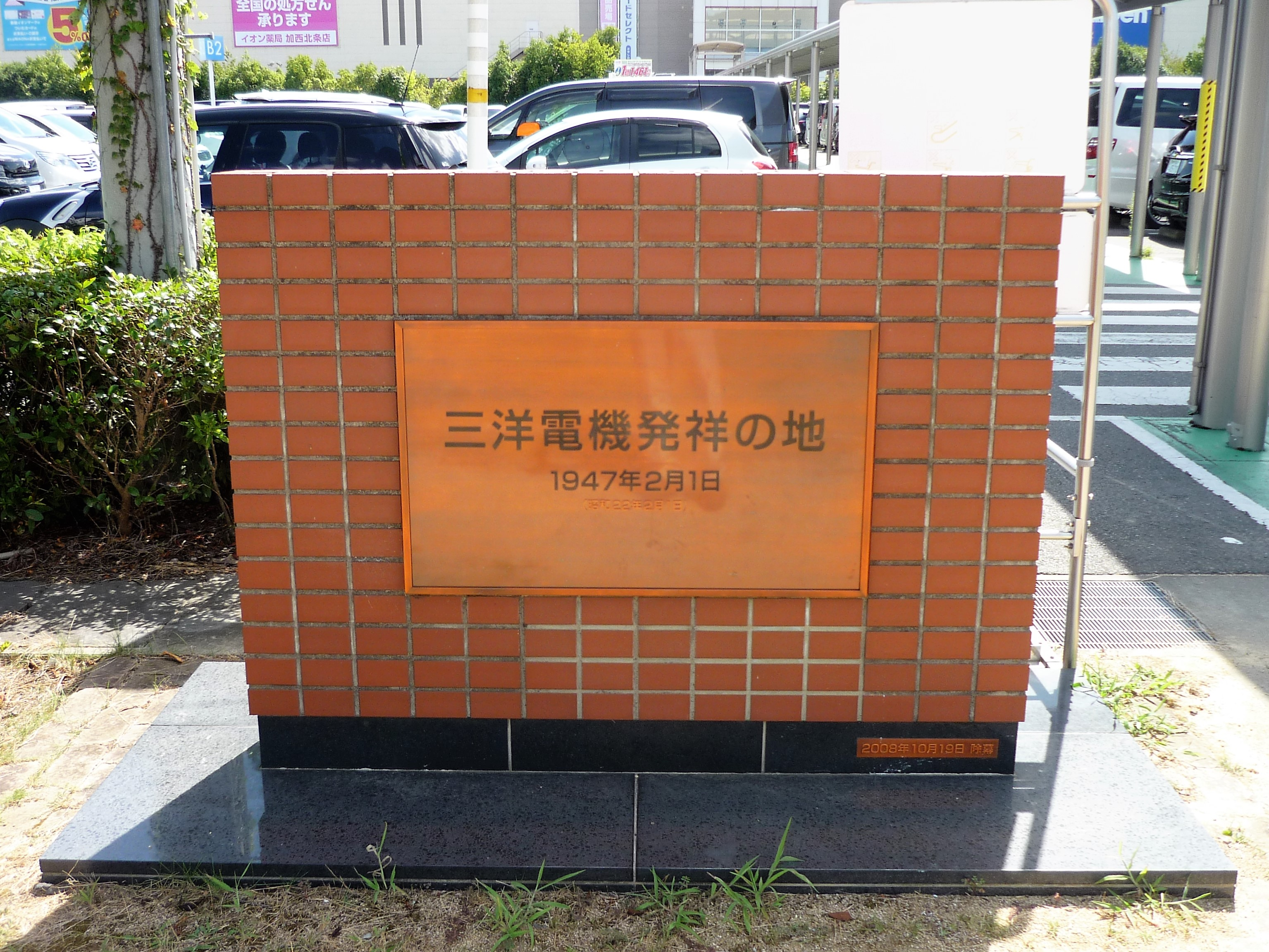
「三洋電機発祥の地」記念碑

第2次世界大戦中の1943年（昭和18年）12月に大日本帝国海軍向けの信管製造の拡充命令を受けて松下電工（現・パナソニック）北条兵器製造所が開設されたのが始まりである。
この松下電工北条兵器製造所は第2次世界大戦終戦直前の約4か月間だけで約10万個の信管製造を行ったが、納品されないまま処分される結果に終わった。
その後、北条工場と名を改めた工場は井植歳男の独立時に三洋電機製作所に譲渡され、1947年（昭和22年）2月1日より自転車の車輪と連動して発電する発電ランプの製造を始めることになった。

### 沿革
- 1943年（昭和18年）12月 - 松下電工北条兵器製造所を開設。
- 1947年（昭和22年）2月1日 - 三洋電機製作所、当地で創業。
- 2008年（平成20年）11月1日 - 「イオン加西北条ショッピングセンター」が開業[2]。
- 2011年（平成23年）11月21日　- 「イオンモール加西北条」に名称を変更[7]。
- 2013年（平成25年）11月 - 管理・運営がイオンモール株式会社に移行。

## 交通アクセス

### 自動車
- 中国自動車道加西ICより約10分。
- 山陽自動車道加古川北ICより約15分。
- 播但連絡道路船津ランプより約15分。

### 鉄道
- 北条鉄道「北条町駅」より徒歩7分[1]。

### バス
- 神姫バス姫路駅方面行きと加西市コミュニティバス「イオンモール加西北条」下車
  - 神姫バス姫路駅方面からの北条行きは「住宅前（61.81のみ）」「笠屋」「本町西」「本町東」より徒歩すぐ
    - 「笠屋」は61.81系統はモール北口の最寄りとなるが62系統はバス停の位置が異なり「本町西」または「本町東」が最寄りとなるので注意が必要

  - その他の神姫バス（高砂線・大和線（9-12系統）・社線）は「アスティアかさい（北条町駅）」より徒歩すぐ
  - 加西市コミュニティバス（市街地線・青野原病院線・国正線）は、原則としてイオンモール営業時間中はイオンモールを発着または経由するが、市街地線（1-4系統）の一部はイオンモールに立ち寄らない便も存在する。
- 中国ハイウェイバスの北条線（急行）は「アスティアかさい（北条町駅）」より徒歩すぐ
  - 津山線（特急・急行）は「北条」より徒歩7分